# Kassenburg
Die Kassenburg ist eine abgegangene Höhenburg bei der Stadt Marburg im Landkreis Marburg-Biedenkopf in Hessen.

## Geschichte
1234 wird sie in einer Urkunde von Kaiser Friedrich II. erstmals urkundlich erwähnt, als dieser dem Deutschen Orden in Marburg die Schenkung des Landgrafen Heinrich Raspe IV. von Thüringen mit „qui dicitur cassenburg“ bestätigt. Die Burg bestand zu diesem Zeitpunkt nicht mehr.

### Historische Namen
Casselnburg (1371) (als Flurname); Casselburg (1374)

## Anmerkung
Die Lage dieser Burg ist umstritten. Anfang des 19. Jahrhunderts fand man auf dem 318 Meter hohen Dammelsberg Stein- und Mörtelreste und vermutete sie hier, ca. 1 km westlich des Landgrafen-Schlosses. Später vermutete man sie hinter dem Sellhof bei Wehrshausen, ca. 2,5 km westlich des Schlosses. Ebenso wurde angenommen, dass sie sich am nordwestlichen Stadtrand von Marburg auf dem 323,5 Meter hohen Berg Kirchspitze befand. Baureste konnten nach bisherigem Kenntnisstand an keinem der vermuteten Standorte gefunden werden.